# Tarhana

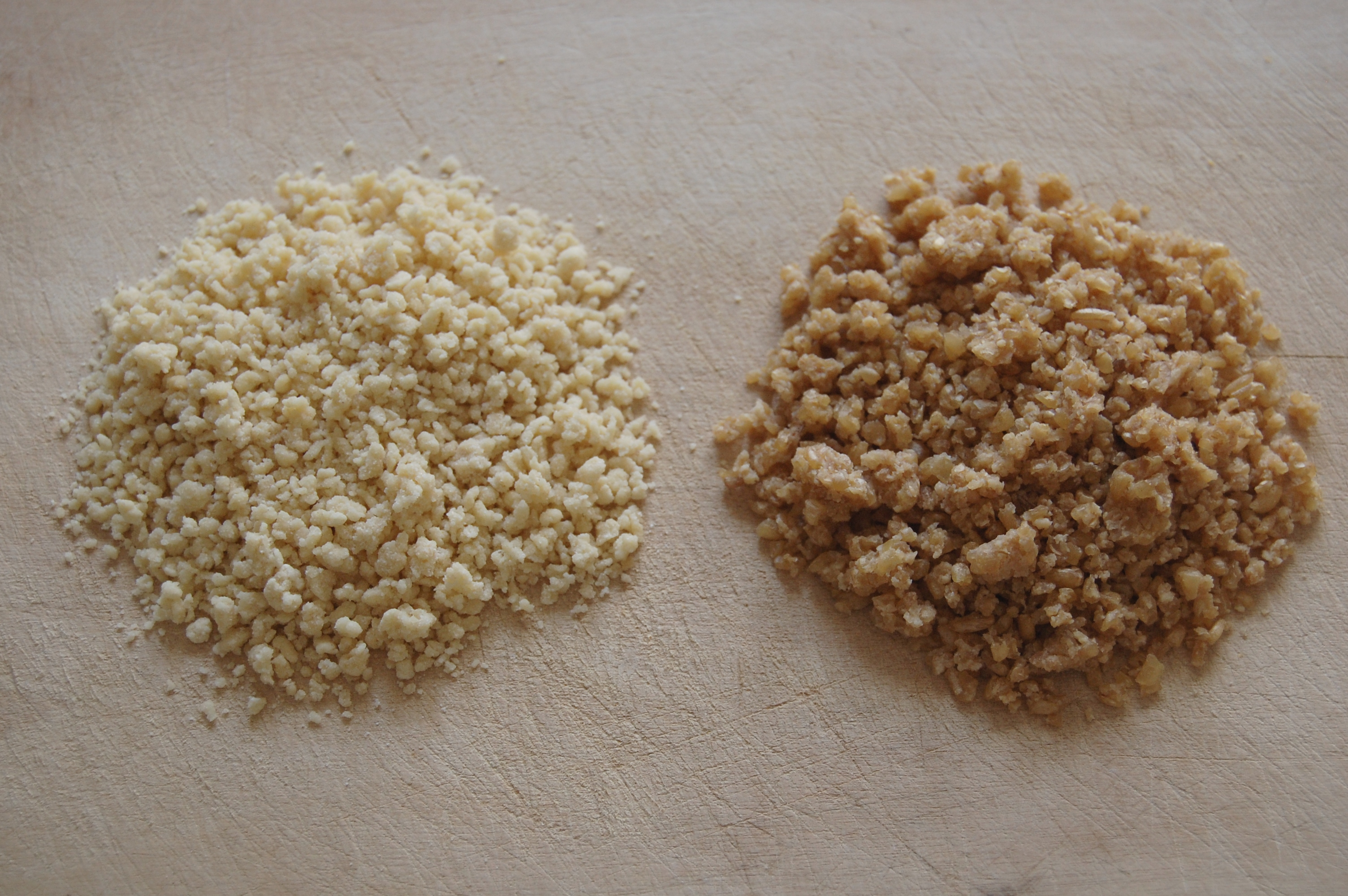
Dos tipos de tarhana: con yogur (izquierda) y de trigo integral de Creta (derecha).

Tarhana Çorbası (turco), trajanás (griego τραχανάς) o (sino)jondros ((ξυνό)χονδρος), kishk (Egipto), o kushuk (Irak) son alimentos secos durante la fermentación que se realiza en una mezcla de granos de cereal y yogur o leche fermentada, generalmente se consume como una sopa. Debido a su condición doble de medio ácido y poco húmedo preserva las proteínas de la leche durante largos periodos de tiempo. El tarhana es muy similar en preparación a algunos tipos de kishk. En la cocina turca el tarhana consiste en granos de trigo ligeramente molidos (o reducidos a harina), yogur y verduras fermentadas y luego secadas. En la cocina griega el trahana contiene solo trigo molido y yogur. En Chipre es considerado una especialidad nacional y a menudo se saboriza con hojas de laurel, tomillo salvaje y semillas de hinojo. Todo ello consumido como una sopa añadiéndole agua al caldo. En todos estos países el tarhana puede encontrarse en tiendas de conveniencia como sopa deshidratada en sobres o paquetes. 

## Historia
Los investigadores Hill and Bryer (1995) argumentan trahana un tipo de τρακτον/tractum, un espesante mencionado por Apicius en el siglo I, mientras que otros autores lo consideran un tipo de migas crujientes. Dalby (1996) conecta el τραγός/τραγανός describiéndolo (y condenándolo) en la obra de Galeno denominada Geoponica 3.8. Weaver (2002) también lo considera un alimento de orígenes orientales.
Perry (1997), por otra parte, argumenta que la evolución fonética de τραγανός a tarhana es muy poco probable, y que probablemente tenga un origen Persa tarkhâne. Considera que es una especie de adaptación de τραγανός a τραχύς es una aproximación 'burda', pensando que quizás τραχύς puede haber sido influenciado por la etimología popular. El nombre húngaro de tarhonya posee el mismo origen, y probablemente fuera antaño el mismo en ambos lugares, pero el plato difiere ligeramente ya que emplean harina y huevo.

## Preparación
La tarhana se prepara mezclando harina (o granos de trigo triturados) con yogur o leche agria, y con la posibilidad de añadir verduras escaldadas, sal y especias; se deja que la mezcla fermente y posteriormente se deja que se seque, el resultante se muele. La fermentación produce el ácido láctico y otros componentes químicos que proporcionan a la tarhana sus sabores y aromas característicos: el pH se baja a 3.4-4.2, y el proceso de secado reduce la humedad de las fibras a un porcentaje de 6-10%, resultando un medio inhóspito para los elementos patógenos y los organismos encargados de favorecer la descomposición, mientras que las proteínas de la leche se preservan.